# El Geteina
El Geteina (anche al-Qutayna) è una piccola cittadina nello stato sudanese del Nilo Bianco.
Le religioni principali praticate nella città sono: l'animismo, il cattolicesimo, e l'islam praticato dai musulmani sunniti.
La città è ubicata poco più a monte del lago formato dalla Diga del Nilo Bianco.